# Verica Šerifović
Verica Šerifović (Serbiska: Верица Шерифовић), född 12 september 1963, är en serbisk folksångerska. Hon är mor till en annan serbisk sångerska, Marija Šerifović.

## Biografi
Verica Šerifovićs far är av serbiskt och kroatiskt ursprung och modern är av bosniakisk, makedonsk och grekisk härkomst.